# Letteratura israeliana

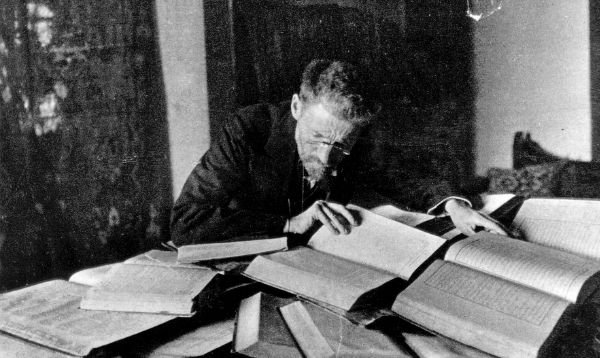
Eliezer Ben Yehuda, padre della rinascita della lingua ebraica, nel suo studio di Gerusalemme (ca. 1912)

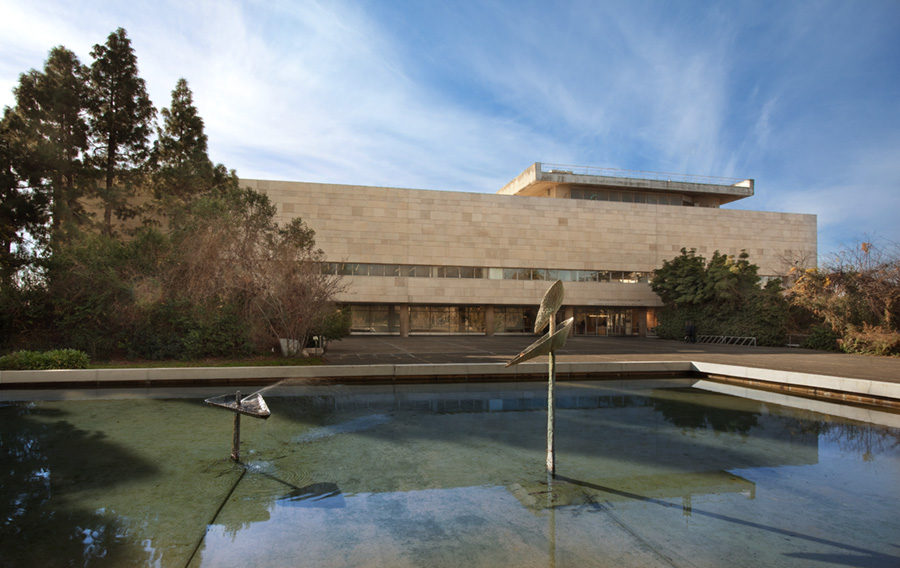
La Biblioteca nazionale di Israele a Gerusalemme

La letteratura israeliana è la letteratura scritta nello Stato di Israele. La grande maggioranza della letteratura israeliana è scritta in lingua ebraica, anche se importanti contributi li dettero anche lo yiddish l'arabo, il russo e l'inglese.

## Storia

### Letteratura in ebraico

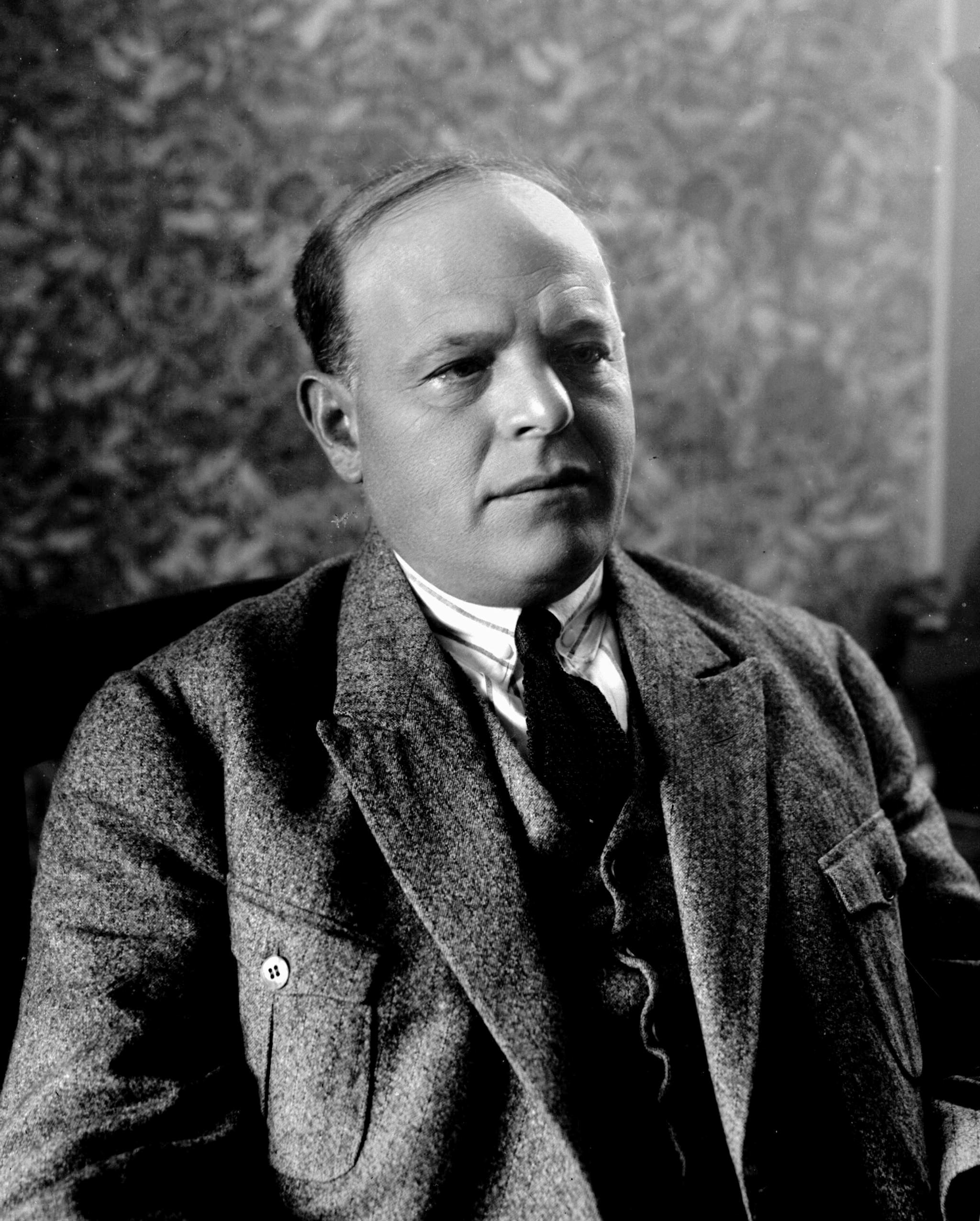
Haim Nahman Bialik, padre della letteratura ebraica moderna

La storia della letteratura israeliana in ebraico è legata alla rivitalizzazione della lingua ebraica, prevalentemente riservata fino alla prima metà del XIX secolo al solo ambito liturgico; con la sua rivitalizzazione la lingua cominciò ad essere utilizzata in ambito quotidiano, nella scrittura della prosa, della poesia e del teatro. La rivitalizzazione fu attuata grazie al contributo di Eliezer Ben Yehuda e messa in pratica in parte già dalla prima aliyahdegli anni 1880.
Un movimento letterario cominciò con la più numerosa seconda aliyah, guidato da pionieri della letteratura ebraica come Moshe Smilansky, Yosef Haim Brenner, David Shimoni, Jacob Fichman, e primo fra tutti Shmuel Yosef Agnon, che ottenne il premio Nobel per la letteratura nel 1966. Fino alla prima guerra mondiale la letteratura ebraica fu composta nell'Europa orientale. Dopo la guerra e la rivoluzione russa molti scrittori ebrei emigrarono in Palestina; quindi in quell'epoca la letteratura era in sostanza la continuazione della tradizione europea. Nel 1921 settanta scrittori si incontrarono a Tel Aviv e fondarono l'Associazione degli scrittori ebrei. Nello stesso periodo videro la luce i primi periodici letterari in ebraico: Ha-Adamah, sotto la direzione di Brenner, e Ma'abarot, diretto da Fichman. Durante gli anni 1920 e 1930 l'attività letteraria in ebraico si spostò decisamente in Palestina. Molti pionieri di questa letteratura erano sionisti che si stabilirono in Palestina. Tutte le più grandi figure della prima parte del secolo, come Ahad Ha'am, Saul Cernichovskij, e ancora di più Haim Nachman Bialik, considerato il "poeta nazionale israeliano", trascorsero gli ultimi anni a Tel Aviv; e nonostante non fosse questo il loro periodo di massima creatività, esercitarono una notevole influenza sugli scrittori più giovani.

Shmuel Agnon, premio Nobel per la letteratura (1966)

Tra i primi scrittori in ebraico moderno era presente un piccolo gruppo di autori nati in Palestina. Tra questi Yitzhaq Sami e Yehuda Burla, ebrei sefarditi le cui famiglie emigrarono in Palestina rispettivamente nel XIX e nel XVIII secolo. L'opera di questo gruppo s'impone per la sua autentica raffigurazione della popolazione araba di religione ebraica della Palestina, narrata dal punto di vista privilegiato di scrittori cresciuti nell'ambiente. Gli scrittori più importanti della prima generazione, Agnon e Haim Hazaz, erano profondamente radicati nell'ambiente europeo d'origine. Servirono da tramite fra gli scrittori classici degli inizi recupero della lingua ebraica e gli scrittori radicati in Palestina delle generazioni successive. Per questi ultimi il centro dell'attività non fu altro che la Palestina, anche quando scrivevano di altre parti del mondo. Il loro contesto fu l'epoca della aliyah e spesso la vita nei kibbutz. Tra i nomi notevoli emersero quelli dei poeti Yehuda Amichai, Natan Zach e Meir Wieseltier; poi Uri Zvi Greenberg, Yigal Mossinson, Avraham Shlonsky e Aharon Appelfeld, che trovarono in Palestina la soluzione allo sradicamento della diaspora ebraica.
La terza generazione degli scrittori emerse verso l'epoca della guerra d'indipendenza israeliana. Le figure principali (S. Yizhar, Moshe Shamir, Hanoch Bartov, Haim Gouri, Benjamin Tammuz, Aharon Megged) furono tutti sabra (nativi) o immigrati in tenera età. A questo punto si fecero sentire forti influenze dall'estero, specialmente dall'Occidente. Un gruppo chiamato "Cananiti" cercò perfino di negare la relazione tra gli israeliani e gli ebrei della diaspora. Ma dopo il 1948]sentimenti di vuotezza e di ricerca di nuovi valori spinsero invece all'esplorazione del passato ebraico.
La successiva generazione degli anni 1960 (Abraham Yehoshua, Amos Oz, Natan Yonatan, Yoram Kaniuk, Yaakov Shabtai, e l'autore e traduttore dal francese Yehoshua Kenaz) ha cercato di porre la cultura israeliana all'interno di un contesto mondiale; e pone l'accento non tanto sugli aspetti unici della vita ebraica e Israele, quanto sull'universale. Questa scuola di scrittori speso s'identifica con la letteratura di protesta di altri Paesi.
La generazione più recente, per lo meno degli scrittori il cui valore è universalmente riconosciuto, nata negli anni 1960 e 1970 e che ha iniziato l'attività negli anni 1980 e 1990, ha esaminato la questione di base dell'esistenza ebraica israeliana, esponendo le questioni collettive nei caratteri e nei destini individuali. L'autore più popolare di questa generazione è probabilmente David Grossman.

#### La Settimana del Libro Ebraico

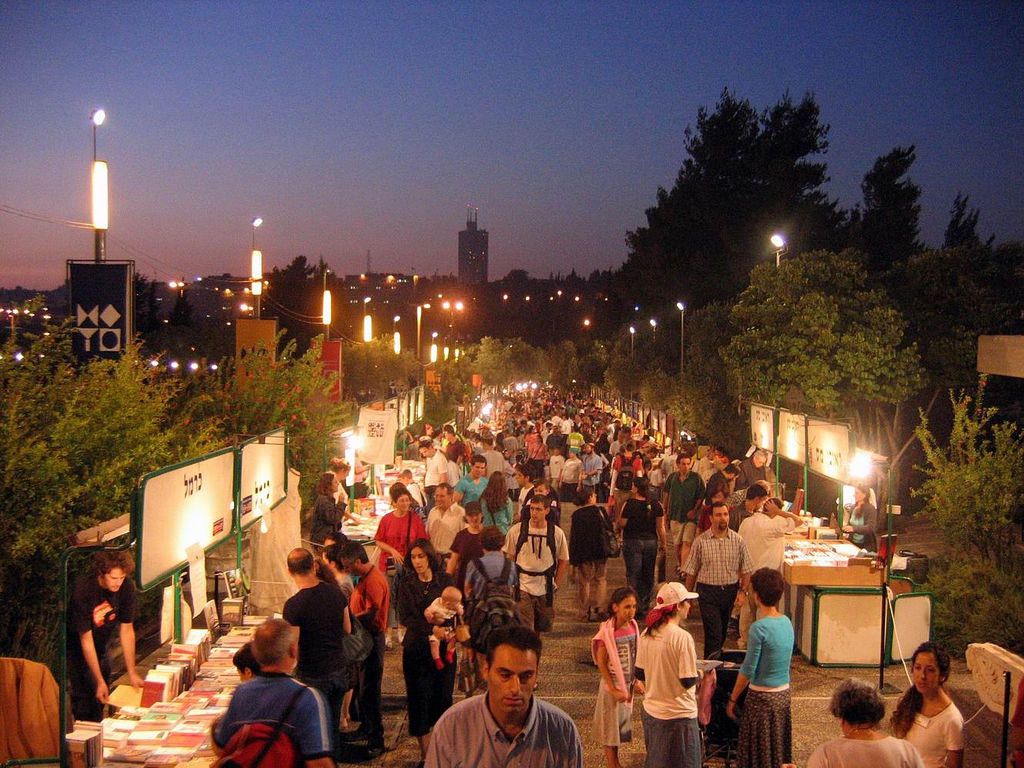
Settimana del libro ebraico, presso il parco del Museo d'Israele a Gerusalemme (2005)

La Settimana del Libro Ebraico è una fiera della letteratura ebraica che si svolge annualmente a Gerusalemme; normalmente per una settimana, ma negli ultimi anni è stata prorogata a dieci giorni. L'attuale fiera è il risultato del ripristino e del proseguimento di una fiera precedente della durata di un solo giorno, svoltasi lungo il Boulevard Rotschild di Tel Aviv nel 1926; organizzata da Bracha Peli, fondatore della casa editrice "Masada Press", per la promozione delle vendite librarie.
Durante questo evento si tengono fiere del libro all'aperto in tutto il Paese e le case editrici vendono i loro libri a prezzi scontati; le librerie in questo periodo offrono sconti che possono durare fino a un mese. Vengono organizzati vari eventi letterari, tra i quali conferenze, incontri con gli autori e letture pubbliche. Viene svolta la cerimonia di assegnazione del Premio Sapir, il principale premio letterario israeliano. E i mezzi di comunicazione dedicano un maggiore interesse alla letteratura.
Fanno parte dei luoghi designati per la fiera a Gerusalemme: il Museo d'Israele, il Parco della campana della libertà, la Piazza Safra e la vecchia stazione ferroviaria. La sede della fiera a Tel Aviv è la Piazza Rabin.

### Letteratura in yiddish

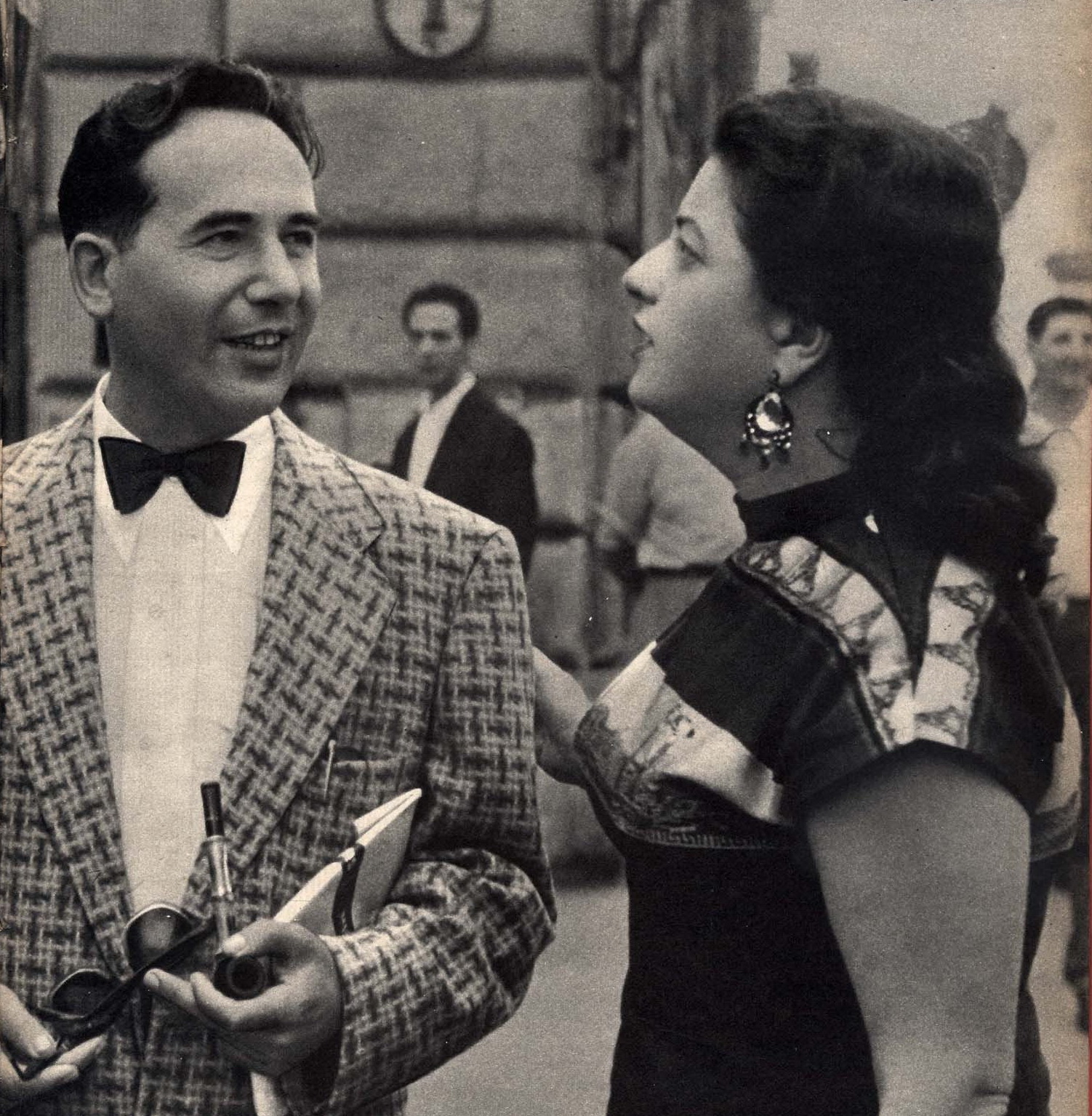
Yehiel De-Nur (Ka-Tzetnik) con la moglie a Roma (1959)

Prima della seconda guerra mondiale i centri principali dell'attività letteraria in yiddish erano Varsavia, Mosca e New York. In Palestina sussisteva ancora una certa ostilità verso l'impiego dello yiddish, visto come una minaccia per la rinascita dell'ebraico. Ma dopo la guerra tutto cambiò in fretta. In Europa le comunità di lingua yiddish furono per la maggior parte sterminate nell'Olocausto, e la comunità di New York cominciò a perdere importanza. L'immigrazione portò in Israele molti tra i principali scrittori yiddish. Di conseguenza l'avversione verso i parlanti yiddish terminò; da un lato perché essi vennero visti come fratelli scampati allo sterminio, e dall'altro lato perché l'uso pratico dell'ebraico era ormai consolidato.
L'evoluzione della letteratura yiddish in Israele può essere suddivisa secondo le generazioni degli scrittori, similmente alla letteratura in ebraico: 
1. La prima generazione comprendeva scrittori come David Pinsky e Sholem Asch, che vissero gli ultimi anni in Israele.
2. La seconda generazione, che ebbe come principale esponente il poeta Abraham Sutzkever, iniziò la carriera letteraria nell'Europa orientale ma la proseguì in Israele.
3. La terza generazione ebbe come centro il movimento denominato "Giovane Israele", un gruppo modernista di poeti e prosatori, per la maggior parte membri di kibbutz, la cui opera venne influenzata dalle Scuole letterarie d'avanguardia inglesi e francesi.

Il contenuto della letteratura yiddish scritta in Israele tratta soprattutto le vicende relative all'Olocausto europeo, il cui principale narratore è Ka-Tzetnik, e della vita tra i nuovi immigrati. Gli autori sono organizzati in nell'Associazione degli autori yiddish.

### Letteratura in arabo

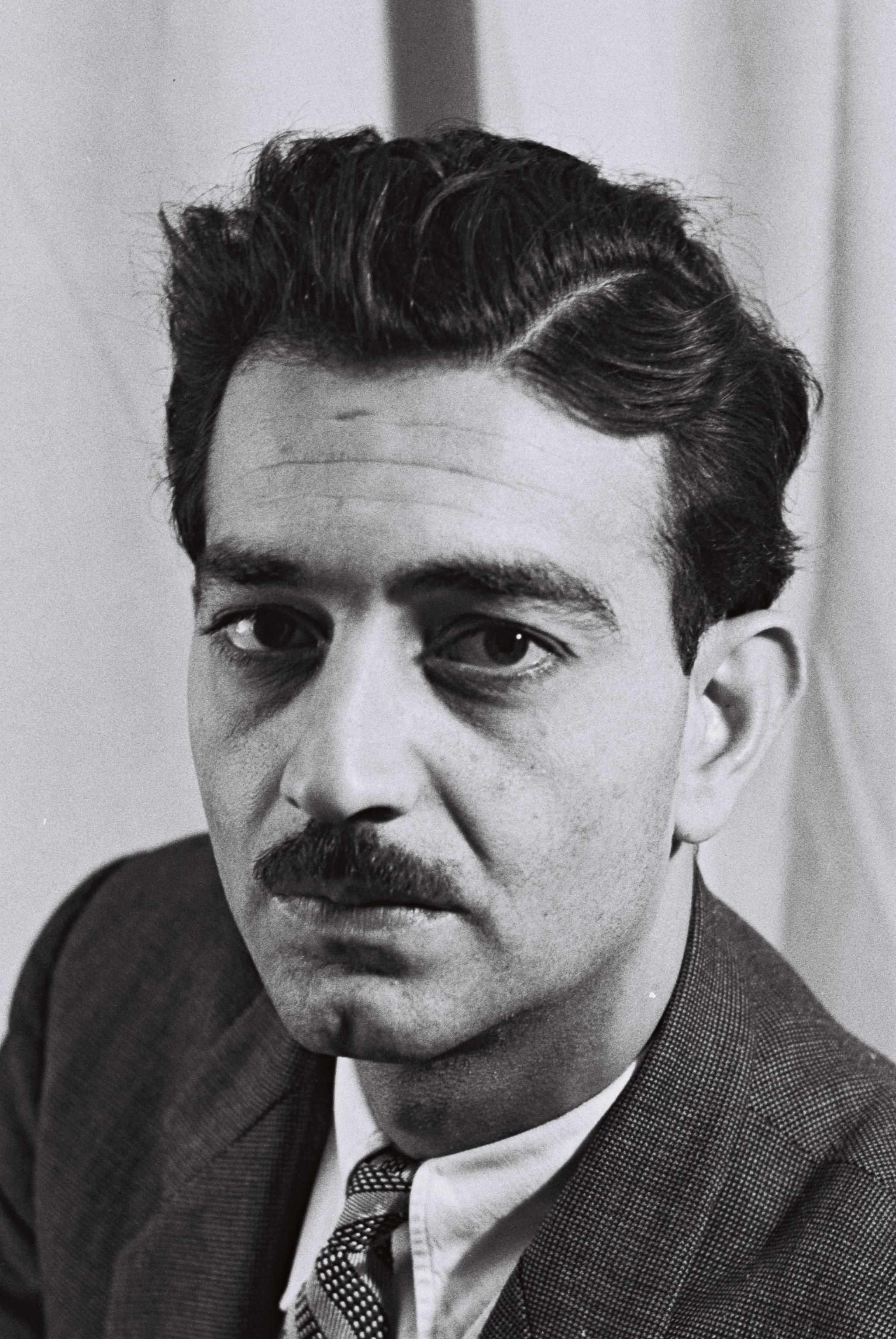
Emile Habibi

L'esponente più conosciuto in Europa della letteratura araba in Israele è stato Emile Habibi. Cittadino arabo d'Israele dal 1948, ottenne il Premio Israele per la letteratura in arabo nel 1992. Fondò il giornale Al-Ittihād, il più diffuso quotidiano israeliano in lingua araba, pubblicato ad Haifa e di tendenza comunista, che egli diresse dal 1948 al 1990. L'opera di Habibi, per quanto spesso critica verso la società israeliana, nondimeno costituisce parte integrante della cultura dello Stato d'Israele. Un valido scrittore arabo israeliano di oggi è Ala Hlehel. Tra le scrittrici, Suheir Abu Oksa Daoud e Raja' Bakriyyah.

#### La Terza Via degli scrittori ebrei iracheni
Un importante gruppo di scrittori ebrei israeliani di origine irachena ha costituito un precedente e forse preparato il terreno a scrittori come Emile Habibi e i suoi successori. Si tratta del gruppo composto da coloro che lavoravano in arabo già prima dell'emigrazione forzata dall'Iraq verso Israele negli anni 1950. Tra i più importanti e operanti in Israele emersero Sami Michael, Shimon Ballas, Samir Naqqash e Isaac Bar-Moshe. Mentre i primi due passarono all'ebraico, Samir Naqqash non lo fece mai nel corso di tutta la sua carriera, come pure Bar-Moshe che lavorò prevalentemente in arabo. Nel novero di questi autori si aggiungono figure importanti di studiosi di letteratura araba e profondi conoscitori della cultura ebraica che si sviluppò nei paesi arabi fino agli esiti politici che a partire dal 1948 implicarono la cancellazione dei diritti di cittadinanza agli ebrei e la tendenza fortemente monolinguistica dell'establishment culturale ufficiale in Israele. Tra questi Shmuel Moreh, Sassoon Somekh e Reuven Snir. Tutti questi autori e studiosi sono particolarmente importanti in sede critica e teorica poiché la loro visione, pur individuale e diversamente orientata, non può coincidere né con la narrazione storica nazionale israeliana, né con le istanze del nazionalismo arabo o della memoria di resistenza e lotta dei palestinesi. Attualmente questa terza via letteraria e critica è praticata in Israele da Almog Behar, appartenente alla seconda generazione degli scrittori che mantengono un ponte ideale e storico con l'Iraq, la cultura orientale e la lingua araba pur scrivendo principalmente in ebraico.

## Pubblicazione dei libri in Israele
Per legge la Biblioteca nazionale di Israele dell'Università Ebraica di Gerusalemme riceve due copie di ogni libro pubblicato in Israele. Come esempio, nel 2004 ha comunicato di aver ricevuto 6.436 libri nuovi. Per la maggior parte erano scritti in ebraico, e la maggior parte di questi consisteva in titoli scritti originalmente in ebraico. Quasi l'8% di questi erano libri per bambini, e un altro 4% libri di testo. A seconda del tipo di editore, i libri erano per il 55% commerciali, il 14% autopubblicati, il 10% governativi, il 7% d'istruzione, e il 14% pubblicato da altri tipi di organizzazioni.